# Motoscafo armato silurante
Il Motoscafo armato silurante o Motoscafo antisommergibili , più conosciuto con la sigla MAS, era una piccola imbarcazione militare usata come mezzo d'assalto veloce e antisommergibile dalla Regia Marina durante la prima e la seconda guerra mondiale.
Fondamentalmente si trattava di un motoscafo da 12 a 40 tonnellate di dislocamento (a seconda della classe), con una decina di uomini di equipaggio e armamento costituito generalmente da due siluri e alcune bombe di profondità antisommergibile, oltre a una mitragliatrice o a un cannoncino.

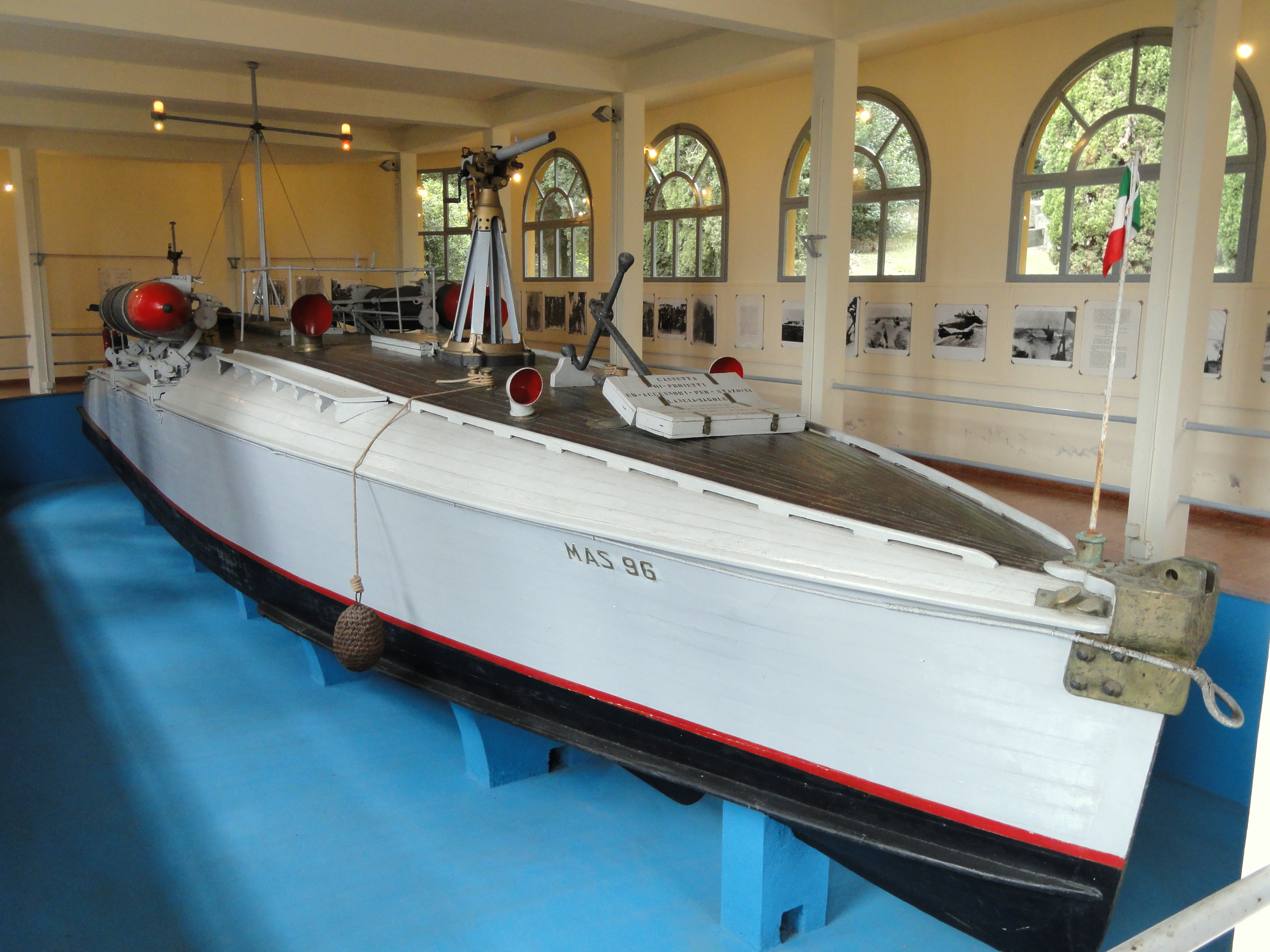
Il MAS 96 della prima guerra mondiale

## Nella prima guerra mondiale

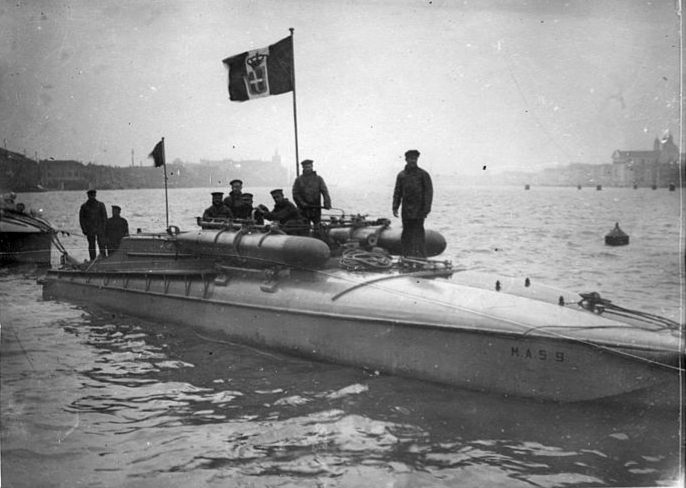
Il MAS 9 di Luigi Rizzo nel porto di Venezia a fine 1917

Prodotto a partire dal 1916 su idea dell'ing. Attilio Bisio, e inizialmente chiamato Motobarca Armata SVAN dal nome della Società Veneziana Automobili Navali, dove erano realizzati. I primi esemplari entrarono in servizio nel marzo 1916.
I MAS, derivati dalla tecnologia dei motoscafi civili con 2 motori a benzina a combustione interna da 500 cavalli l'uno, compatti e affidabili, ebbero un'ampia diffusione nella Regia Marina durante la guerra del 1915-18. Montavano motori entro-fuoribordo di concezione automobilistica, di grande potenza ed efficienza, ad iniezione diretta, ovviando in tal modo ai problemi di carburazione del motore dovuti alla scarsa raffinazione del benzene usato come carburante. I primi modelli furono prodotti anche dalle officine Fraschini e furono successivamente modificati e prodotti dal Cantiere Orlando, di Livorno, da dove uscirono i MAS impiegati da D'Annunzio.
Alcuni esemplari (ad esempio quello usato da D'Annunzio e da Luigi Rizzo nella beffa di Buccari, azione di disturbo alla flotta austro-ungarica ancorata nella baia di Buccari), montavano due motori ridondanti, uno a servizio dell'altro, nell'ottica d'incremento puro d'efficienza e affidabilità del mezzo navale. Lo stesso D'Annunzio coniò dalla sigla MAS la locuzione latina Memento audere semper (Ricorda di osare sempre).
I MAS potevano essere utilizzati sia come pattugliatori antisommergibile, che come mezzi da attacco insidioso alle navi della flotta austro-ungarica, a seconda degli equipaggiamenti.

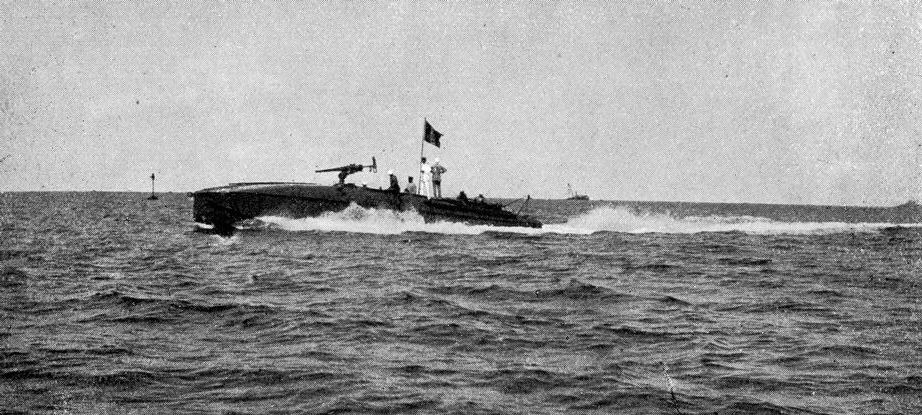
Motoscafi per il dragaggio delle mine, da La Lettura, rivista mensile del Corriere della Sera, del 1º gennaio 1917

### L'affondamento della Szent István

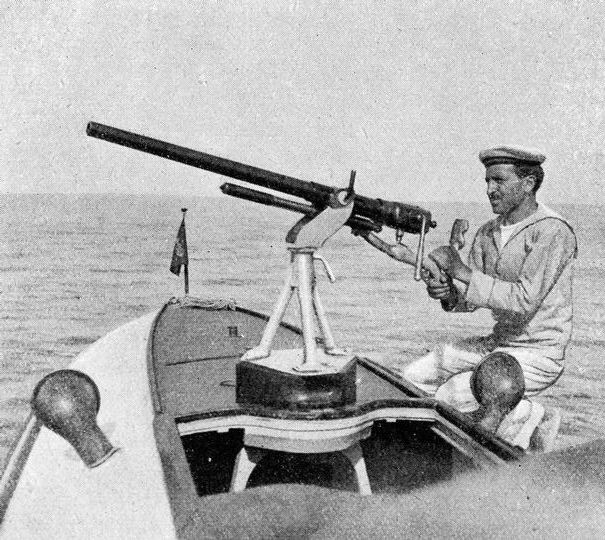
Dettaglio del cannoncino di un MAS, da La Lettura, rivista mensile del Corriere della Sera, del 1º gennaio 1917

Un grande successo, conseguito dai MAS durante la prima guerra mondiale, fu l'affondamento presso Premuda, sulla costa dalmata, della corazzata Szent István, all'alba del 10 giugno 1918, durante un agguato condotto dal MAS 15 (Capitano di corvetta Luigi Rizzo e Capo Timoniere Armando Gori) e dal MAS 21 (Guardiamarina Giuseppe Aonzo). Il MAS 15 colpì e affondò la Szent István mentre il MAS 21 colpì ma non affondò l'altra corazzata Tegetthoff dal momento che il secondo siluro si staccò tardi dalle tenaglie. 

Mentre l'imbarcazione italiana si allontanava nella confusione, la Szent István accusò un colpo mortale. Nonostante fosse molto moderna e potente, non aveva una sufficiente protezione subacquea: le valvole di bilanciamento erano poco praticabili e posizionate sotto il ponte caldaie, praticamente inaccessibili, e dopo poco tempo si rovesciò, affondando. La Tegetthoff, meglio costruita, sopportò il colpo del siluro che la colpì affondando.
L'azione della flotta austro-ungarica, indirizzata alla distruzione della barriera che nel basso Adriatico, nel Canale d'Otranto, imbottigliava i suoi sommergibili con una rete metallica lunga 60 km e una serie di schermi di pattuglia, venne annullata e, dopo di allora, non vi furono più tentativi degni di nota.
16 erano i marinai imbarcati sui due MAS: il re Vittorio Emanuele III motu proprio insignì Luigi Rizzo e Giuseppe Aonzo di medaglia d'oro al valor militare e gli altri valorosi di medaglia d'argento al valor militare.
Dopo la guerra, i MAS continuarono ad essere sviluppati e migliorati, grazie ai motori della Isotta Fraschini.
Anche queste unità vennero usate in teatri operativi come l'Africa Orientale Italiana.

## Nella seconda guerra mondiale
I MAS della seconda guerra mondiale avevano velocità da 40 a 44 nodi, due siluri da 450 mm moderni e una mitragliatrice.
Dopo alcuni decenni in cui la marina italiana, potente ma anche legata a mari assai chiusi e indicati per mezzi navali costieri, aveva impiegato mezzi veloci siluranti, ma con problemi dovuti all'indisponibilità di potenti motori a benzina, il problema della propulsione venne risolto con nuovi prodotti della Isotta-Fraschini, che consentirono la realizzazione di unità veloci e più efficienti. Nacquero così i MAS 500: nel 1940 ne erano in servizio 48 e ne furono prodotte 75 unità tra il 1937 e il 1941. Efficienti in acque assai calme, la loro carena tonda, però, non li rendeva adatti a mari più agitati.
All'entrata in guerra dell'Italia, la Regia Marina disponeva di tre flottiglie MAS: la 1ª (nel 1941 ribattezzata 10ª), la 2ª e la 3ª. Tra gli eventi degni di nota, vi furono: il siluramento dell'incrociatore leggero HMS Capetown (sia il siluratore che il silurato erano residuati della guerra precedente); il fallito attacco al porto di Malta nel gennaio 1941, con la perdita di due motosiluranti di supporto alla missione; l'impiego nel Mar Nero contro la flotta sovietica, con alcuni sommergibili russi affondati quando sorpresi in superficie vicino alle basi; la battaglia di mezzo agosto, in cui i MAS contribuirono ad infliggere perdite di mercantili agli inglesi.

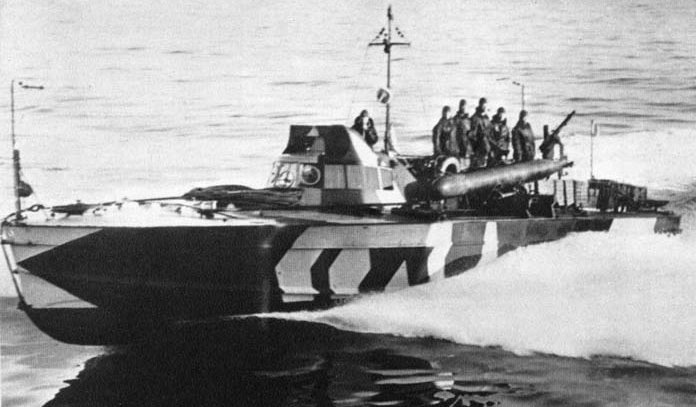
Un MAS 500 durante la seconda guerra mondiale

Tuttavia in quel periodo i MAS, unità veloci a scafo poco marino con chiglia assai piatta, simili a grossi motoscafi, erano ormai in declino. Essendo adatti a mari chiusi e poco mossi, come l'Adriatico, nel Mediterraneo entravano in gioco pesantemente la loro modesta tenuta al mare (e quindi la velocità effettivamente sostenibile), la loro limitata autonomia, i siluri e l'insufficiente armamento antiaereo (solo una mitragliera).
Le motosiluranti (MS) vere e proprie, con dislocamento elevato e carena a spigolo, quasi delle mini-torpediniere con un dislocamento da 60 - 90 tonnellate, erano di fatto superiori. Così, nonostante fossero mezzi economici e leggeri, i MAS subirono un declino sostanziale nell'efficacia bellica durante la guerra, rendendo necessaria l'adozione di mezzi più potenti e costosi. Nella RSI erano in servizio 21 MAS, di cui solamente 7 furono operativi, mentre nel Regno del Sud furono impiegati in Mariassalto.
La cattura, nel 1941, di unità jugoslave costruite in Germania aiutò a risolvere il problema, con la realizzazione di 36 MS CRDA (motosiluranti e non più motoscafi anti sommergibile) da 60 t, propulsi però ancora da motori a benzina; questi mezzi, nel 1942 - 1943, si dimostrarono migliori, grazie alla loro maggiore massa ed alla carena a spigolo. 

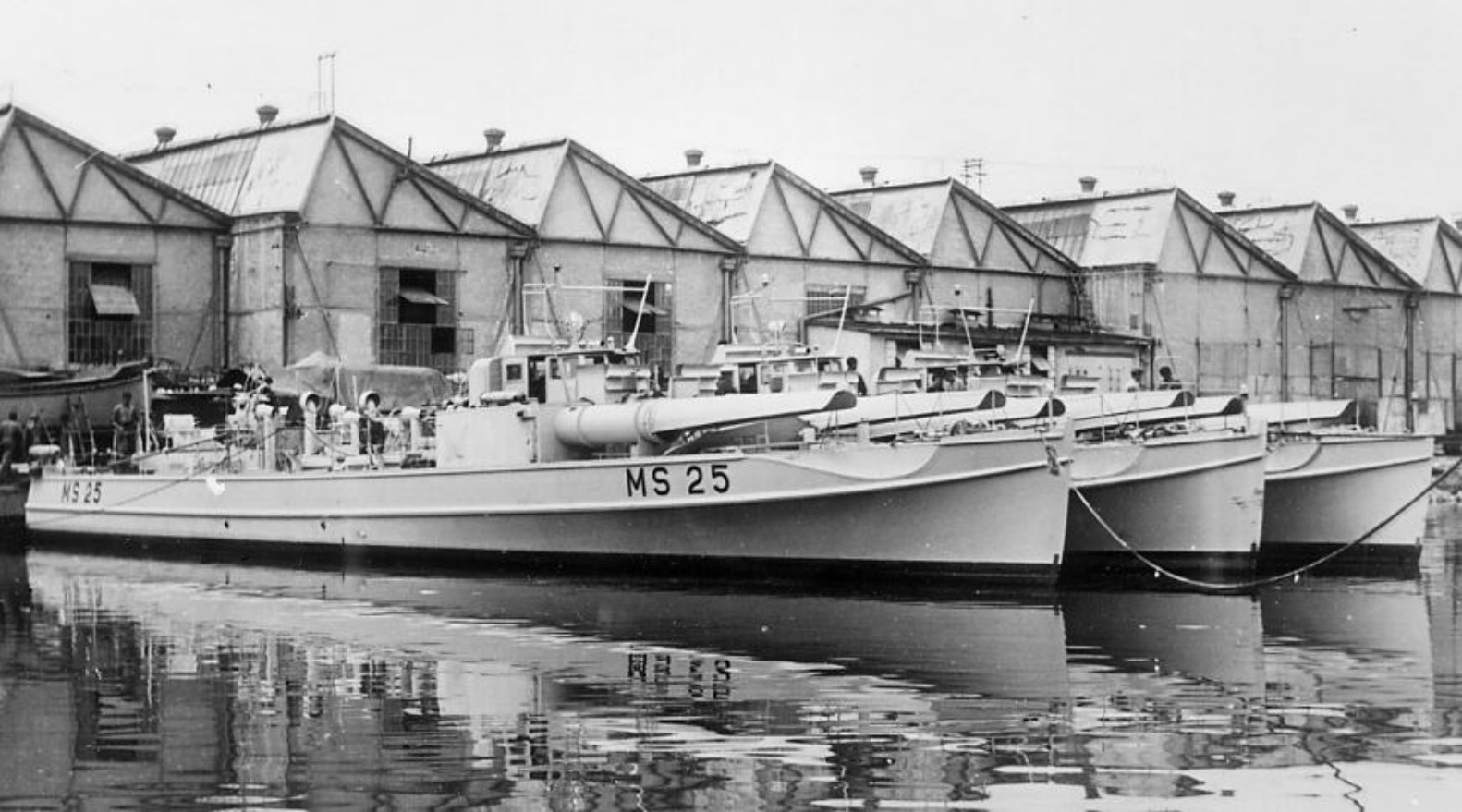
Motosiluranti MS

Queste unità, al termine della guerra, proseguirono il servizio nella Marina Militare come motovedette.

## Classi
- Tipo S.V.A.N. da 12 tonnellate di dislocamento (1916-1928)
- Tipo Orlando da 12 tonn. (1917-1921)
- Tipo ELCO da 40 tonn. (1917-1928)
- Tipo SVAN velocissimo da 13-14 tonn. (1930-1943)
- Baglietto 1939 da 24-26 tonn., motori Isotta Fraschini da 2000 CV, 40 nodi (1934-1943) [2]
- Classe 500 - 1ª, 2ª, 3ª, 4ª, 5ª serie - da 24-28 tonn., 44 nodi (1937-1943)
- M.T.S., barchino silurante da 3 tonn., 190 CV, 2 motori Alfa Romeo 6C (1939-1943)
- Motosiluranti CRDA, con la sigla MS, da 60 tonn.

## Esemplari sopravvissuti
Attualmente sono conservati in Italia quattro esemplari di MAS, oltre a due MAS (uno sigla 104) in stato di abbandono, nel porto di Schengjin in Albania:
- MAS 15, risalente al primo conflitto mondiale, conservato al Vittoriano (Roma): è sicuramente l'unità storicamente più importante in quanto fu il MAS che, al comando del CC Luigi Rizzo, fu protagonista dell'impresa di Premuda;
- MAS 96, risalente al primo conflitto mondiale: fu il MAS su cui era imbarcato D'Annunzio durante la missione nota come beffa di Buccari; è sistemato al Vittoriale degli italiani (Gardone Riviera);
- MAS 472, risalente al secondo conflitto mondiale e ora situato a Marina di Ravenna;
- MAS 473, gemello del precedente, conservato al Museo storico navale di Venezia, insieme con la motozattera MZ 737 e il sottomarino Dandolo.

## Nella letteratura
Gabriele D'Annunzio, estimatore dell'audacia necessaria per operare a bordo di tali mezzi, utilizzò la sigla MAS per il suo motto: Memento audere semper.